# Dubai Mall
Dubai Mall i Dubai, Förenade Arabemiraten är till ytan världens största galleria med fler än 1 200 butiker i fyra våningar. Den ligger bredvid världens högsta byggnad, Burj Khalifa och innehåller förutom butiker, biografer, restauranger och kaféer bland annat ett stort saltvattenakvarium samt en isbana.
I anslutning till gallerian ligger även fontänen i Dubai.

## Bildgalleri

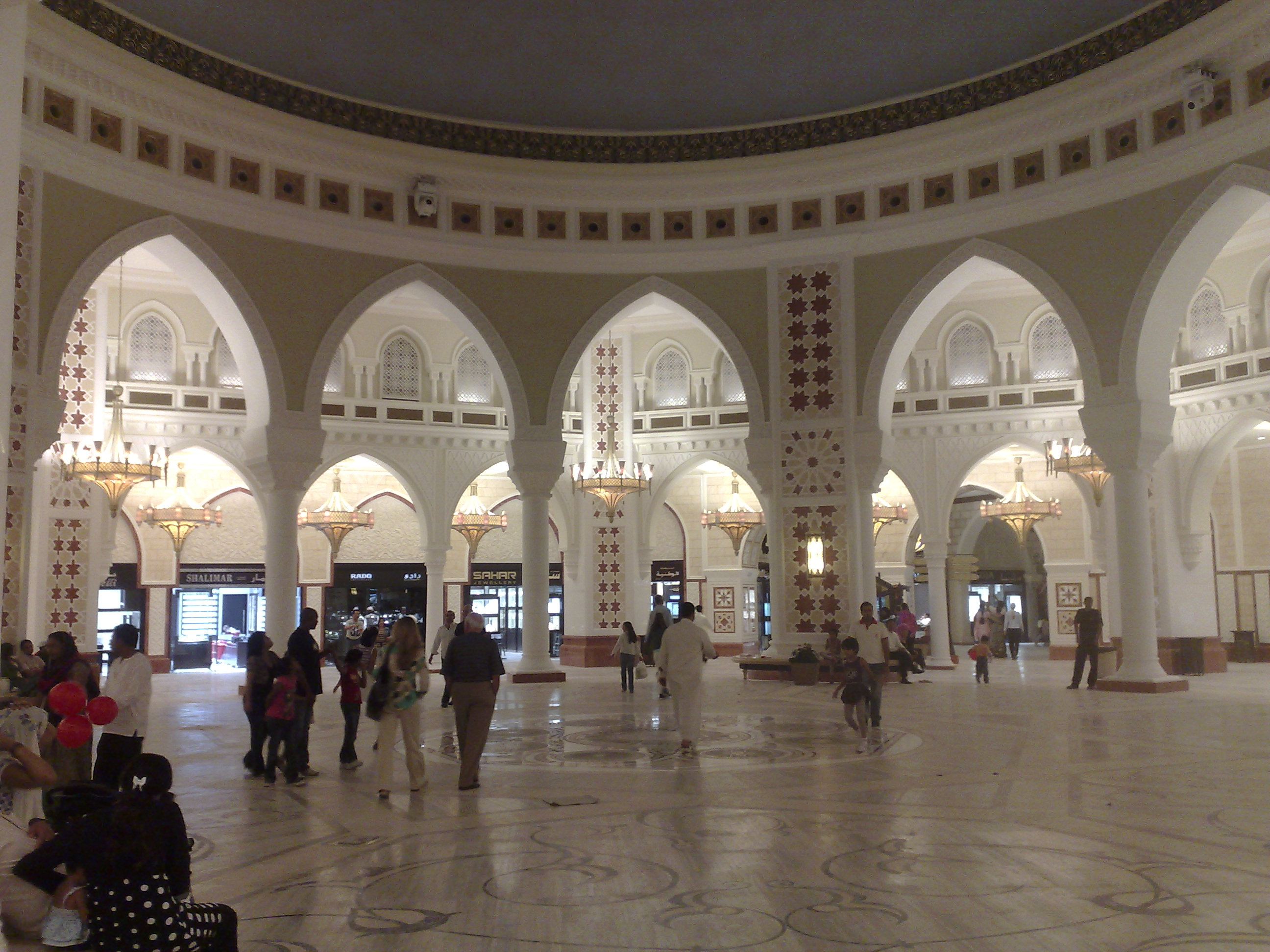
Gallerians interiör
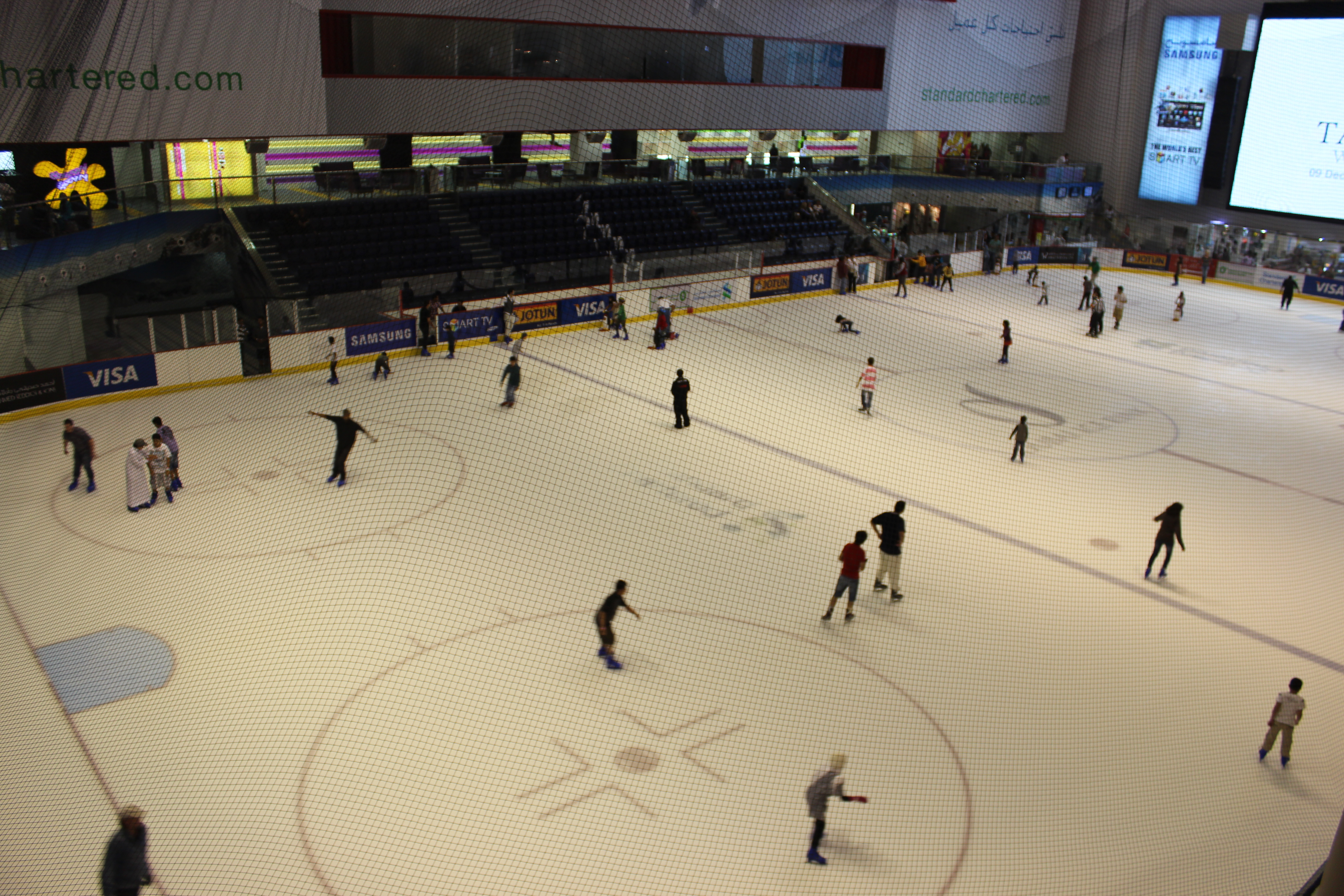
Isbanan
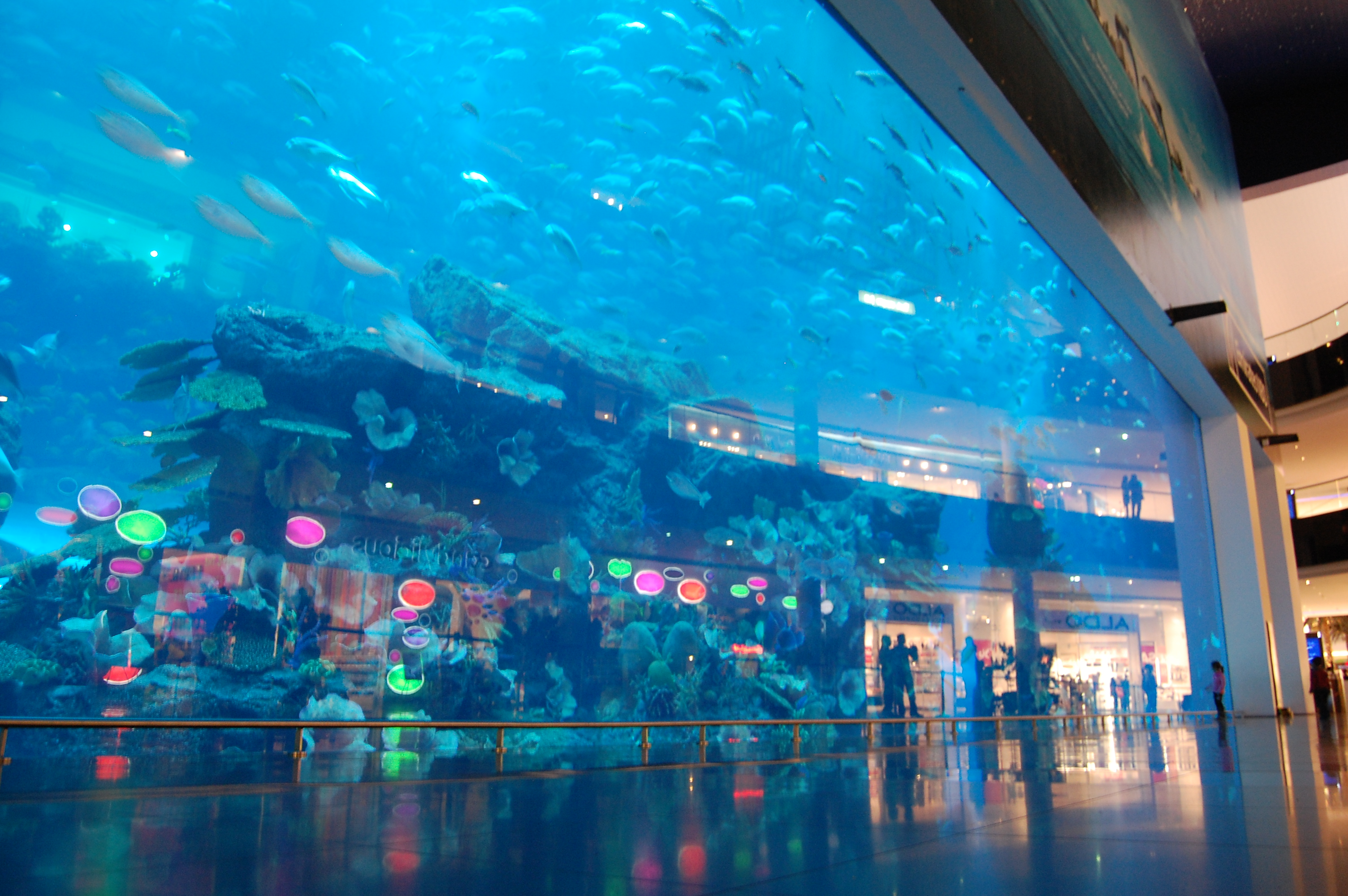
Saltvattenakvariet
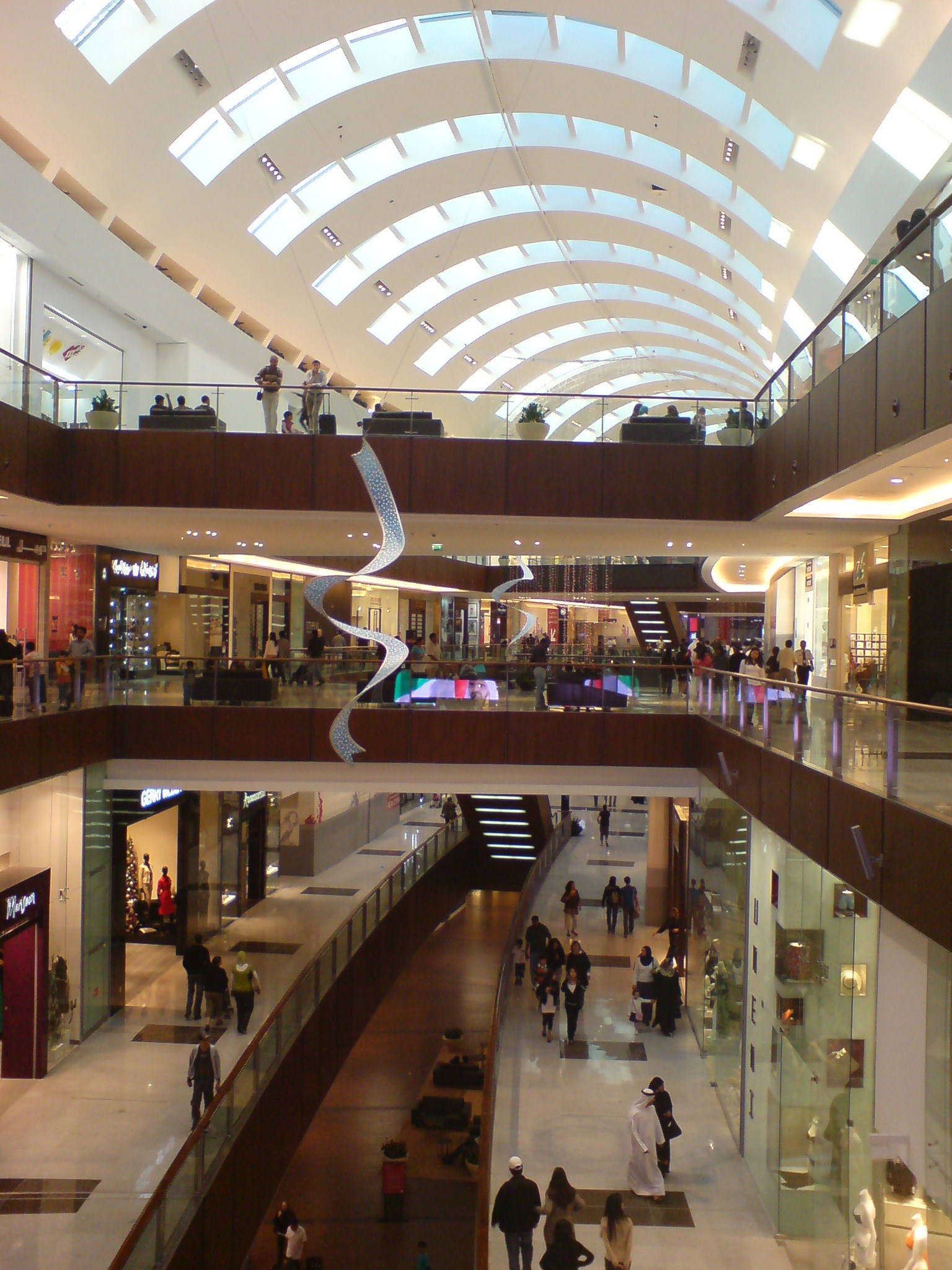
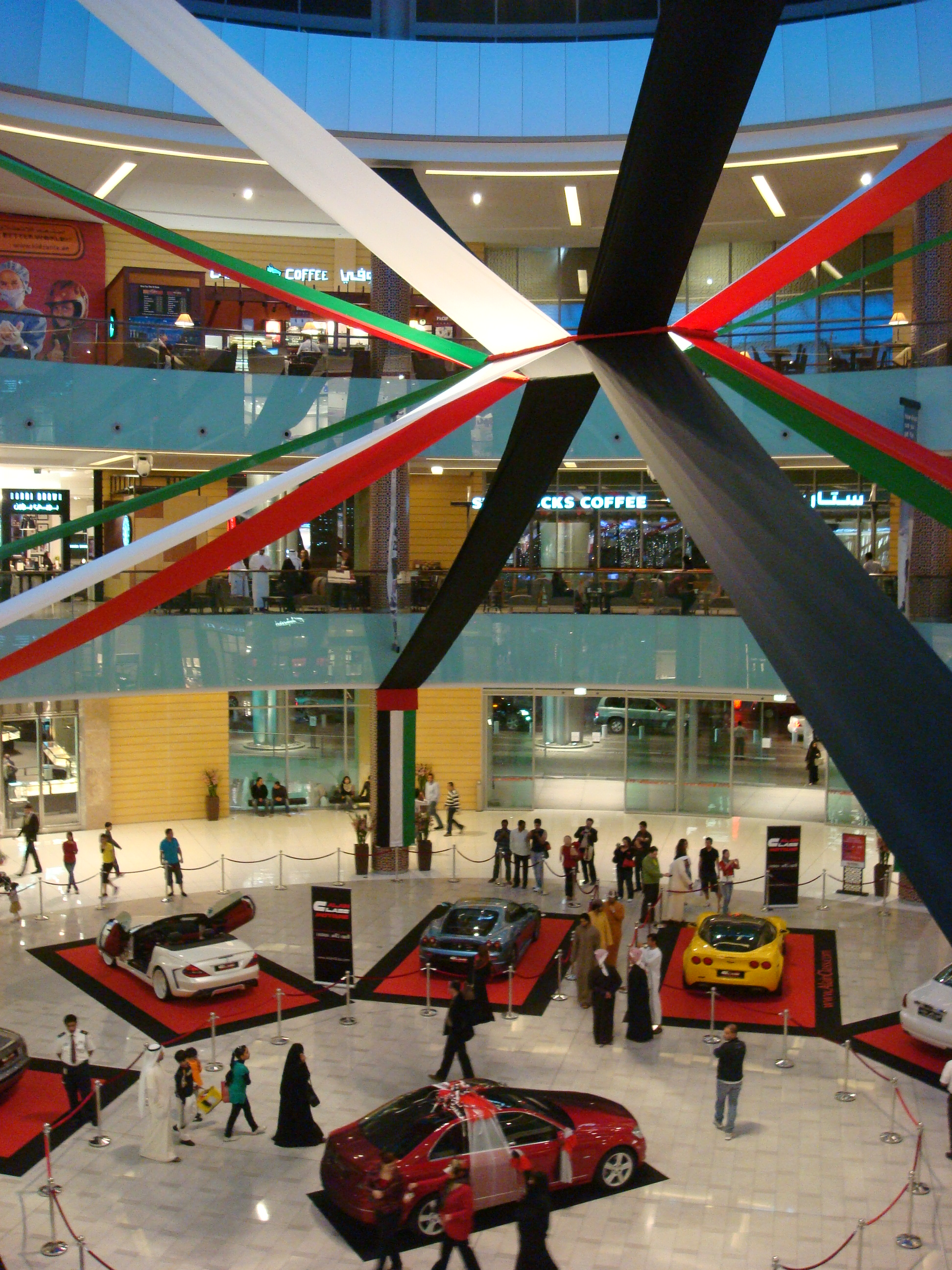
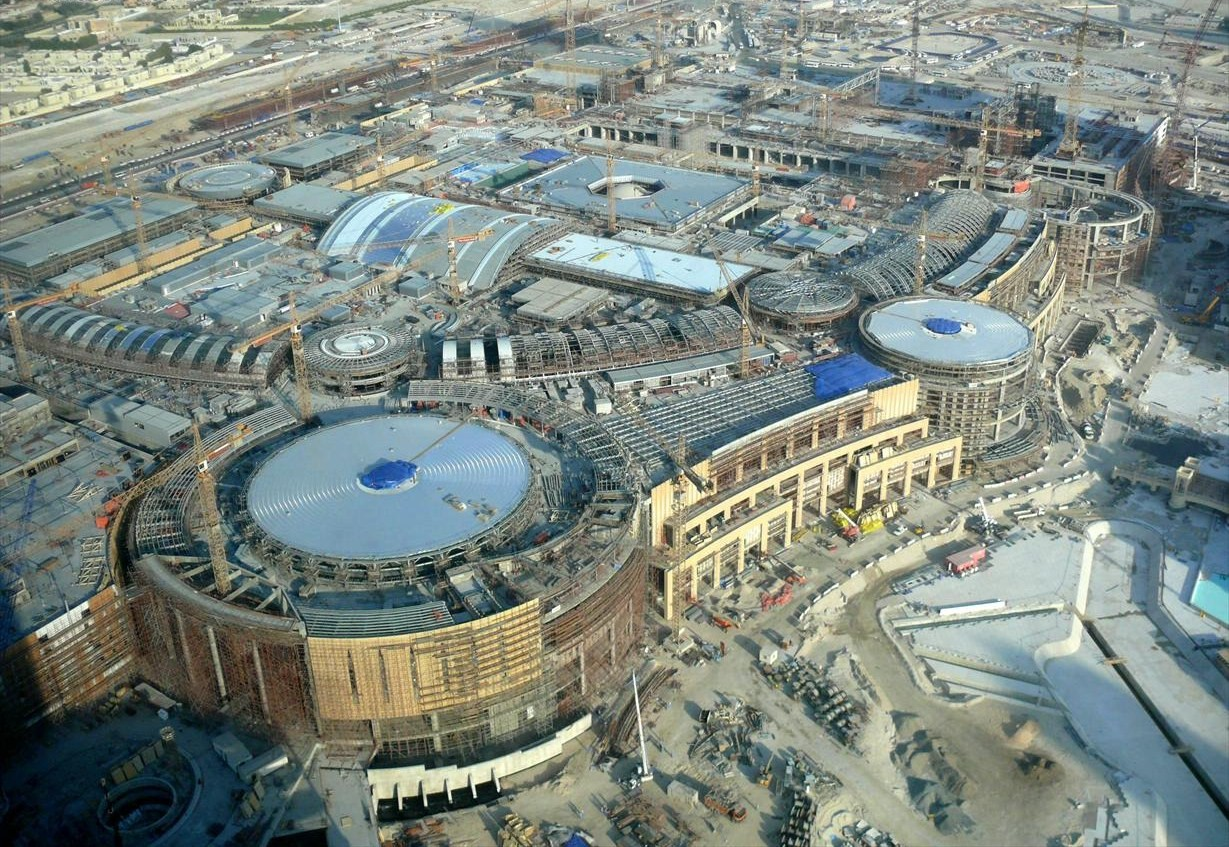
En vy över Dubai Mall under byggandet 2007